# Смуга затримання

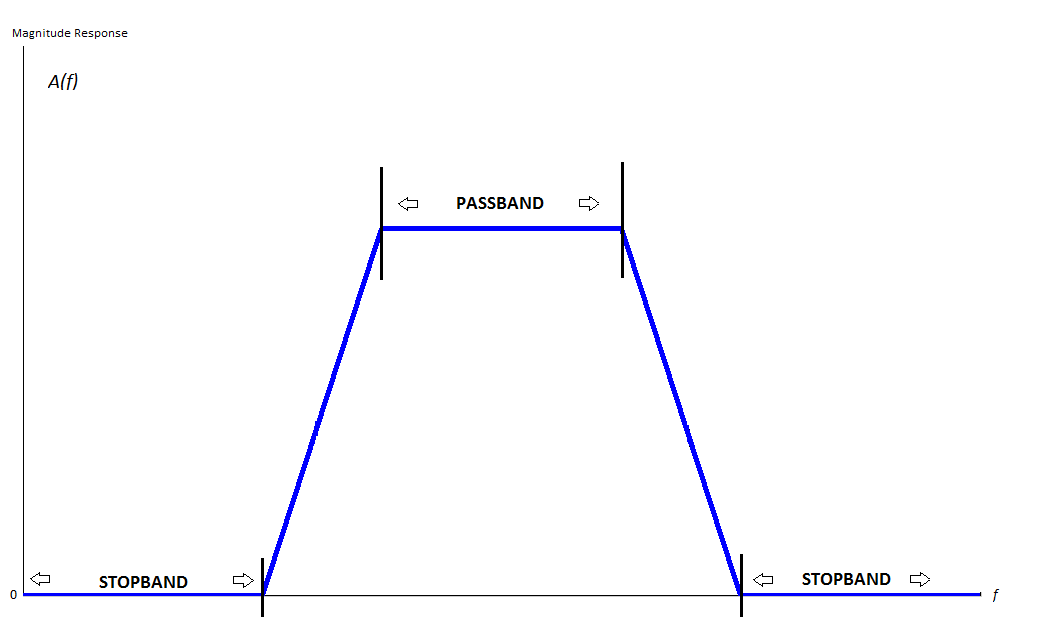
Приклад частотної характеристики смугового фільтра. Частоти між смугою затримання та смугою пропускання визначають перехідну смугу.

Сму́га затри́мання — смуга частот, у межах якої ланцюг, наприклад фільтр або телефонна лінія, не пропускає сигналів, або їх загасання перевищує необхідний рівень загасання. Залежно від застосування, необхідне загасання в смузі пропускання зазвичай може бути на 20-120 дБ вищим за номінальне загасання в смузі пропускання, яке часто дорівнює 0 дБ.
Нижня та верхня граничні частоти, також називані нижньою та верхньою частотами зрізу смуги затримання, це частоти, на яких у специфікації фільтра межують смуга затримання та перехідна смуга. Смуга затримання фільтра низьких частот — це частоти від частоти зрізу смуги затримання (яка трохи вища від частоти зрізу смуги пропускання) до нескінченної частоти. Смуга затримання фільтра верхніх частот включає частоти від 0 герц до частоти зрізу смуги затримання (трохи нижче від граничної частоти смуги пропускання).
Режекторний фільтр має одну смугу затримання, визначену двома ненульовими і ненескінченними частотами зрізу. Різницю між межами режекторного фільтра називають шириною смуги затримання і зазвичай виражають у герцах.
Смуговий фільтр зазвичай має дві смуги затримання. Коефіцієнт форми смугового фільтра — це співвідношення між 3 дБ смуги пропускання та різниці між межами смуги зупинки.